# Bojan Stanković
Bojan Stanković (Požarevac, 11. novembar 1971) srpski je književnik.

## Biografija
Bojan Stanković je rođen 1971. godine u Požarevcu. Nakon završetka elektrotehničkog fakulteta, ne uspeva da nađe posao u struci i 1990-ih odlazi u Beč, gde i danas živi i radi.
Prvi Stankovićev roman je Rafael, roman o životu u tuđini i izazovima sa kojima su se suočavali naši ljudi u emigraciji, u izdanju Vaskrsenja 2021. godine.
Sledeći roman, Alibi, izdaje 2023. godine. Roman opisuje nasilje između vršnjaka, u okviru porodice i kroz institucije, kroz istinitu priču dvanaestogodišnjeg dečaka 1980-ih godina, uključujući i lična iskustva autora sa nasiljem.
Treći, objavljeni roman Odjeci u blatu 2024. godine, je u žanru trilera i kriminalistike, zasnovan na urbanoj legendi, sa radnjom smeštenom u Beogradu 1930-ih i 1940-ih godina.

## Dela
- Rafael. Beograd: Vaskresenje. 2021. ISBN 978-86-82226-01-7.  56430601.

- Alibi. Beograd: Književna omladina Srbije. 2023. ISBN 978-86-7343-451-3.  116807433.

- Odjeci u blatu. Beograd: KOS. 2024.

## Spoljašnje veze
-YU magazin — Književno stvaralaštvo Bojana Stankovića, Požarevljanina u Austriji на веб-сајту
- Bojan Stanković на веб-сајту